# Turism i Slovenien

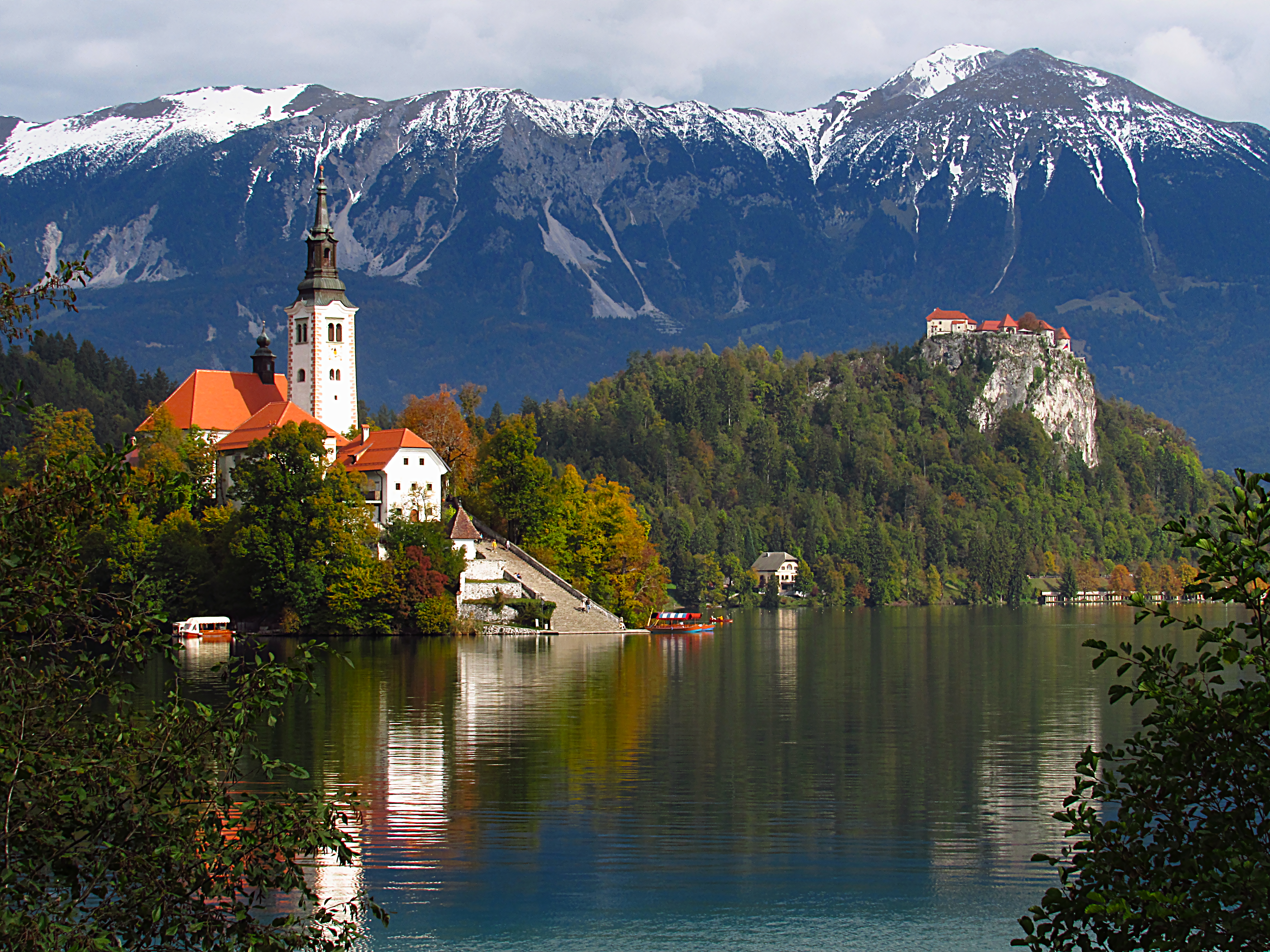
Bledsjön.

Sedan 1990-talet har turismen i Slovenien vuxit kraftigt. Det är den del av servicesektorn som utgör den största sektorn i den slovenska ekonomin. Antalet övernattningar uppgick 2010 till något över nio miljoner varav ca 4,9 miljoner var utländska turister. De flesta turisterna kom från Italien, Österrike, Tyskland, Kroatien, Nederländerna, Storbritannien, Ryssland och Ungern. Det är främst möjlugheterna till rekreation så som skidåkning, vandring, båtliv, fiske och jakt som lockar turister.
En tredjedel av landets yta (total yta 20 273 km²) är skyddat som naturområde. Ett exempel på en turistattraktion i skyddad natur är Triglav nationalpark på berget Triglav. Ett annat exempel på turistattraktioner i naturen är Škocjangrottorna som är skyddade  som världsarv sedan 1986.
Förutom en varierad natur kännetecknas Slovenien av ett aktivt och diversifierat kulturliv, historiska lämningar, flera lokala gastronomiska specialiteter och ett stort utbud av olika fritidsaktiviteter. I det av ekonomiministeriet utarbetade utvecklings- och handlingsprogrammet för 2007–2011 framhålls att landet har potential för utökad turistnäring.

## Historia
Turismen i Slovenien tog fart under 1800-talet i och med utbyggnaden av spa-anläggningar som drog nytta av det termala vattnet under den pannoniska slätten. Den rika spatraditionen lever vidare i ett femtontal moderna anläggningar som idag erbjuder allt från rekreativt bad, hälso- och fitnesscenter till konvalescens och rehabilitering. 
År 2008 sysselsatte turistnäringen (tillsammans med handel- och reparationstjänster, trafik och kommunikationer) näst flest människor i Slovenien (22,1 %). De mest besökta sevärdheterna (utvalda av slovenska Statistikbyrån) var under sista kvartalet 2008 (senast tillgängliga data) Postojnagrottan, Ljubljanas zoo och Bleds slottsmuseum.